# Xã Osford, Quận Cavalier, Bắc Dakota
Xã Osford (tiếng Anh: Osford Township) là một xã thuộc quận Cavalier, tiểu bang Bắc Dakota, Hoa Kỳ. Năm 2010, dân số của xã này là 47 người.